# Hydrotaea aenescens
Hydrotaea aenescens är en tvåvingeart som först beskrevs av Christian Rudolph Wilhelm Wiedemann 1830.  Hydrotaea aenescens ingår i släktet Hydrotaea och familjen husflugor. Arten har ej påträffats i Sverige. Inga underarter finns listade i Catalogue of Life.